# Antropofilia
En parasitología, la antropofilia, del griego ἅνθρωπος (anthrōpos, "ser humano") y φιλία (philia, "amistad" o "amor"), hace referencia a la preferencia de un parásito o dermatofito por los humanos con respecto a otros animales. El término endofilia se refiere específicamente a una preferencia por estar en hábitats humanos, especialmente dentro de las viviendas. El término zoofilia, en este contexto, describe animales que prefieren animales no humanos para su alimentación.
El término antropofilia es mayormete utilizado para referirse a insectos hematófagos (por ejemplo, Anopheles) que prefieren la sangre humana por sobre la sangre animal (zoofilia, pero vea otros significados de zoofilia ). Otros ejemplos, además de la hematofagia, incluyen a los gecos que viven cerca de los humanos, el cuervo pío (Corvus albus), las cucarachas y varios otros. En el estudio de la malaria y sus vectores, los investigadores distinguen entre mosquitos antropofílicos y no antropofíclicos como parte de los esfuerzos para erradicar la enfermedad.
Los organismos antrópicos son organismos que muestran antropofilia, donde el adjetivo sinantrópico se refiere a los organismos que viven cerca de asentamientos humanos y casas, y eusinantrópicos a los que viven dentro de las viviendas humanas.